# Alois Schmid (historien)
Pour les articles homonymes, voir Alois Schmid (homonymie) et Schmid.
Alois Schmid (né le 14 juillet 1945 à Pettendorf-Hummelberg) est un historien allemand.

## Biographie
Alois Schmid passe son Abitur en 1965 au lycée Albertus-Magnus de Ratisbonne (de). De 1967 à 1972, il étudie l'histoire, l'allemand et les études sociales à l'Université de Ratisbonne. En 1974, il est diplômé du 1er examen d'État pour un poste d'enseignant supérieur et obtient son doctorat la même année à l'Université de Ratisbonne avec l'ouvrage Das Bild des Bayernherzogs Arnulf (907-937) en historiographie allemande de ses contemporains à Wilhelm von Giesebrecht sous la direction d'Andreas Kraus (de). De 1974 à 1977, Schmid travaille comme assistant de recherche à l'Université de Ratisbonne, puis jusqu'en 1982 au même poste à l' Institut d'histoire bavaroise de l'Université Louis-et-Maximilien de Munich et jusqu'en 1988 à l' Académie bavaroise des sciences de Munich. En 1985, il termine son habilitation en histoire médiévale et moderne à l'Université de Munich sur le thème de Maximilien III Joseph et les puissances européennes. La politique étrangère de l'électorat de Bavière de 1745 à 1765.
De 1988 à 1994, Schmid est professeur d'histoire régionale à l'université catholique d'Eichstätt-Ingolstadt (de)et jusqu'en 1998 à l'université Friedrich-Alexander d'Erlangen-Nuremberg pour l'histoire régionale bavaroise et franconienne. En 1998, il accepte un poste à l'Université Louis-et-Maximilien de Munich, où il enseigne l'histoire bavaroise et l'histoire nationale comparée jusqu'à sa retraite en 2010.
Schmid est membre de la Commission d'histoire de l'État bavarois de l'Académie bavaroise des sciences de Munich depuis 1993, de la Société d'histoire de la Franconie depuis 1994, de la Fondation souabe pour la recherche depuis 1999, de l'Académie bénédictine bavaroise et de l'Académie des chanoines augustins de Windesheim depuis 2000. De 1999 à 2013, Alois Schmid est le 1er président de la Commission d'histoire de l'État bavarois, de 2002 à 2011, il est le 2e président du Groupe de travail sur les institutions de recherche historique en République fédérale d'Allemagne (AHF).
Ses principaux intérêts de recherche sont l'histoire politique, ecclésiale et culturelle de la Bavière au Moyen Âge et au début de la période moderne. Après la mort de Dieter Albrecht (de) en 1999, Schmid reprend la publication de la deuxième édition du quatrième volume du Handbook of Bavarian History, dont la première partie parut en 2003 et la seconde en 2007. Avec Georg Leidinger (de), il est l'un des plus grands connaisseurs de l'Aventin aux XXe et XXIe siècles.
Schmid reçoit l'Ordre du Mérite de la République fédérale d'Allemagne en 2013. En décembre 2019, Schmid a reçu le prix de la culture de la fondation de l'État bavarois.

## Travaux
- Das Bild des Bayernherzogs Arnulf (907–937) in der deutschen Geschichtsschreibung von seinen Zeitgenossen bis zu Wilhelm von Giesebrecht. Lassleben, Kallmünz 1974.
- Max III. Joseph und die europäischen Mächte. Die Außenpolitik des Kurfürstentums Bayern von 1745–1765. Oldenbourg, München 1987,  (ISBN 3-486-53631-1).
- Neue Wege der bayerischen Landesgeschichte. VS-Verlag, Wiesbaden 2008.
- Johannes Aventinus (1477–1534). Werdegang – Werke – Wirkung. Eine Biographie. Schnell + Steiner, Regensburg 2019.